# Mkonjowano
Mkonjowano ist ein Verwaltungsbezirk (englisch Ward) des Distrikts Tandahimba in der tansanischen Region Mtwara.

## Geografie
Mkonjowano liegt im Südosten von Tansania etwa 20 Kilometer Luftlinie nördlich der Distrikthauptstadt Tandahimba in etwa 400 Meter Seehöhe. Der Bezirk grenzt im Norden an Litehu, im Osten an Mandwanga, im Südosten an Nambahu, im Süden an Lyenje, im Südwesten an Mkwedu, im Westen an Chaume und im Nordwesten an Luagala. Bei der Volkszählung 2022 lebten 6021 Menschen in 1871 Haushalten auf einer Fläche von 88 Quadratkilometern.

## Gliederung
Der Bezirk besteht aus vier Gemeinden (Mtaa) mit 19 Orten (Kitongoji):
| Mkonjowano - Mzalendo - Pemba - Niamoja - Muungano - Umoja | Chimbuko - Muhoro - Mnazimmoja - Zanzibar - Misri - Dodoma - Chiwonda - Rizika | Mkula - Usalama - Msijute - Mnarani | Ulodaleo - Mtunda - Namdeda - Nankong'o - Niamoja |

## Infrastruktur
- Bildung: Die Mkonjowano Secondary School ist eine staatliche weiterführende Schule, die Tagesschüler bis zur 4. Stufe ausbildet.[8]
- Gesundheit: Im Bezirk liegt eine staatliche Apotheke.[9]